# 比奇凯区
比奇凯区（匈牙利語：Bicskei járás），是匈牙利费耶尔州的一个区，总面积578.25平方公里，总人口34,370人（2011年），人口密度66人/平方公里。中心城市为比奇凱。

## 市镇
比奇凯区包含两个城镇、一个大村和12个村庄。